# Ivete Vargas
Cândida Ivete Vargas Martins GOIH (São Borja, 17 de julho de 1927 — São Paulo, 3 de janeiro de 1984) foi uma jornalista e política brasileira filiada ao Partido Trabalhista Brasileiro (PTB).

## Biografia

### Família, primeiros anos e carreira jornalística
Nascida Cândida Ivete Vargas Tatsch, filha do médico Newton Barbosa Tatsch e de Cândida Vargas. Seu avô materno, Viriato Dornelles Vargas, irmão de Getúlio Vargas, foi ministro do Tribunal de Contas do Rio Grande do Sul e fundador do Partido Republicano em São Borja.
Aos três anos de idade mudou-se com a família para o Rio de Janeiro, então Distrito Federal, iniciando seus estudos primários no Colégio Anglo-Latino e transferindo-se posteriormente para o Colégio Notre Dame de Sion, onde conluiu o curso ginasial. Iniciou-se na imprensa com apenas quinze anos, como colaboradora do jornal Brasil-Portugal — rebatizado em 1947 como Diário do Povo —, de propriedade de seu avô. Trabalhou ainda nos jornais cariocas Diretrizes e Radical e no matutino paulista Folha da Manhã, atual Folha de S.Paulo.
Ivete Vargas graduou-se em Geografia, História e Letras neolatinas pela Pontifícia Universidade Católica do Rio de Janeiro. Sua atividade jornalística lhe rendeu nesse período uma bolsa de estudos — concedida pela Federação das Associações Portuguesas do Brasil — com uma estadia de três meses em Portugal, onde a jovem teve oportunidade de entrevistar o cardeal-patriarca de Lisboa, dom Manuel Gonçalves Cerejeira, e o presidente Oscar Fragoso Carmona.

### Carreira política
Embora pouco conhecida no estado de São Paulo, em 1950, foi eleita deputada federal pelo Partido Trabalhista Brasileiro (PTB) ajudada pelos votos de legenda e de seu parentesco com Getúlio Vargas. Em 1953, foi nomeada embaixadora do Brasil na Organização das Nações Unidas (ONU).
Foi reeleita sucessivamente nos pleitos de 1954, 1958, 1962 e 1966, sendo uma das primeiras mulheres parlamentares brasileiras. Em 1956, durante o governo de Juscelino Kubitschek, comandou a delegação de parlamentares brasileiros em visita aos países socialistas.
Presidiu a seção paulista do PTB, e à frente desta, organizou o Movimento Jan-Jan (Jânio-Jango) em 1960. Não apoiou o Golpe de 1964, todavia não teve seu mandato cassado neste primeiro momento. Presidiu o PTB paulista até a extinção da legenda em 1965, pelo AI-2. Após isso, aderiu ao MDB, tendo sido cassada em 16 de janeiro de 1969, pelo AI-5, desligou-se momentaneamente da vida política.[carece de fontes?]
Em 1979, com reformas políticas destinadas a promover a redemocratização do país, presidiu uma das facções que disputaram o controle da sigla do PTB, com o grupo de Leonel Brizola, e finalmente, em 1980, por decisão do TSE, ganhou a disputa, e se tornou a Presidente Nacional do novo PTB. O grupo de Brizola passou então a organizar o Partido Democrático Trabalhista (PDT).[carece de fontes?]
Em 1980, lançou o livro "Por que fui cassada - Testemunho à nação", coletânea de seus discursos parlamentares. Atraiu poucas estrelas do velho PTB, além do ex-presidente Jânio Quadros (que chegou a ser eleito deputado federal pelo PTB paranaense), que disputou o governo de São Paulo, e alguns trabalhistas do estado do Rio de Janeiro.[carece de fontes?]
Nas eleições de 1982, o PTB de Ivete elegeu treze deputados federais, somente em São Paulo (8) e no Rio de Janeiro (5); o PDT brizolista venceu as eleições para o Governo do Estado do Rio de Janeiro, mas somente elegeu 24 deputados: no Rio Grande do Sul (8) e no Rio de Janeiro (16). Ivete Vargas foi uma das deputadas federais mais votadas de São Paulo com mais de 266 mil votos, e assumiu a Liderança da Bancada em Brasília, até seu falecimento.[carece de fontes?]

## Morte
Morreu no dia 3 de janeiro de 1984, aos 56 anos, no Hospital Sírio-Libanês em São Paulo, vítima de câncer. Seu corpo foi levado para o Rio de Janeiro, onde foi sepultado no Cemitério de São João Batista.

## Trabalhos publicados
- Humanismo e renascimento. 1945.
- Por que fui cassada; testemunho à nação. 1980.